# Schwaigern
Schwaigern er en by i den tyske delstat Baden-Württemberg, som ligger i kreisen Heilbronn. Schwaigern har 11.065 indbyggere (2006).